# Stupari (gmina Šekovići)
Stupari (cyr. Ступари) – wieś w Bośni i Hercegowinie, w Republice Serbskiej, w gminie Šekovići. W 2013 roku liczyła 299 mieszkańców.